# Брия (каббала)
Брия́, также Бриа́; Бериа́ или Олам га-Бериа́ (ивр. עולם הבריאה‎, «мир творения», или творческих идей), — второй из четырёх духовных миров (Ацилот, Брия, Йецира и Асия), существование которых принимается каббалой на основании Книги пророка Исаии (Ис. 43:7). Все четыре мира населены различными духами и ангелами. Как и Ацилут (мир эманации) и Йецира (мир ангелов), это мир чисто духовной субстанции без малейшей примеси материи. Брия — область творческих идей и живущих ими чистых духов.
В противоположность миру Ацилот, составляющему область сфирот, Брия — часть трёх миров (вместе с Йецира и Асия), носящих общее название «Пируд» («עולם הפירוד» — мир разделения). Три мира не разделены между собой внешним образом, а как бы включены друг в друга, подобно концентрическим кругам. Низшие миры реализуют то, что более идеально содержится в высших, а существа и предметы высших миров, воспринимая из первого источника божественные влияния, передают их низшим, служа таким образом каналами или «сосудами» (келим) благодати. Всему, что заключается в более низком мире, можно найти параллель в прообразе, в мире более высоком по своей степени. Человек принадлежит одновременно ко всем мирам.
Согласно небольшому сочинению «Маsechet Aziloth» («Трактат об эманации»), в мире Брия, который управляется Акатриелем, находятся трон Господа и души праведных.
Каббалисты Моше Кордоверо и Ицхак Лурия (XVI век) учили, что Бриа — это трон Господа, являющийся эманацией света сефирот.
В теософии Блаватской называется Бриатическим миром.